# Himalajaratte
Die Himalajaratte (Rattus nitidus) ist ein südostasiatischer Vertreter der Gattung Rattus. Sie lebt sowohl in Ortschaften als auch auf landwirtschaftlichen Feldern und kann dort als Schädling auftreten.
Zuweilen wird sie auch als Unterart R. rattus nitidus der Hausratte (Rattus rattus) aufgefasst.

## Erscheinung
Die Himalajaratte ist eine mittelgroße Ratte mit langer, breiter Schnauze und großen, leicht behaarten Ohren. Ihr Fell ist weich, auf dem Rücken braun und auf dem Bauch beige. Eine adulte Himalajaratte kann bei einem mittleren Gewicht von 136 Gramm eine Kopf-Rumpf-Länge von 158 bis 177 Millimeter erreichen. Wahrscheinlich sind Tiere im nördlichen Verbreitungsgebiet größer als Tiere aus südlicheren Gebieten, so wurden in Sìchuān Männchen mit 273 Gramm und Weibchen (nicht trächtig) mit 320 Gramm Körpergewicht gefangen. Der Schwanz, dessen Oberseite etwas dunkler sein kann als die Unterseite, ist in etwa so lang wie die Kopf-Rumpf-Länge.

## Verbreitung

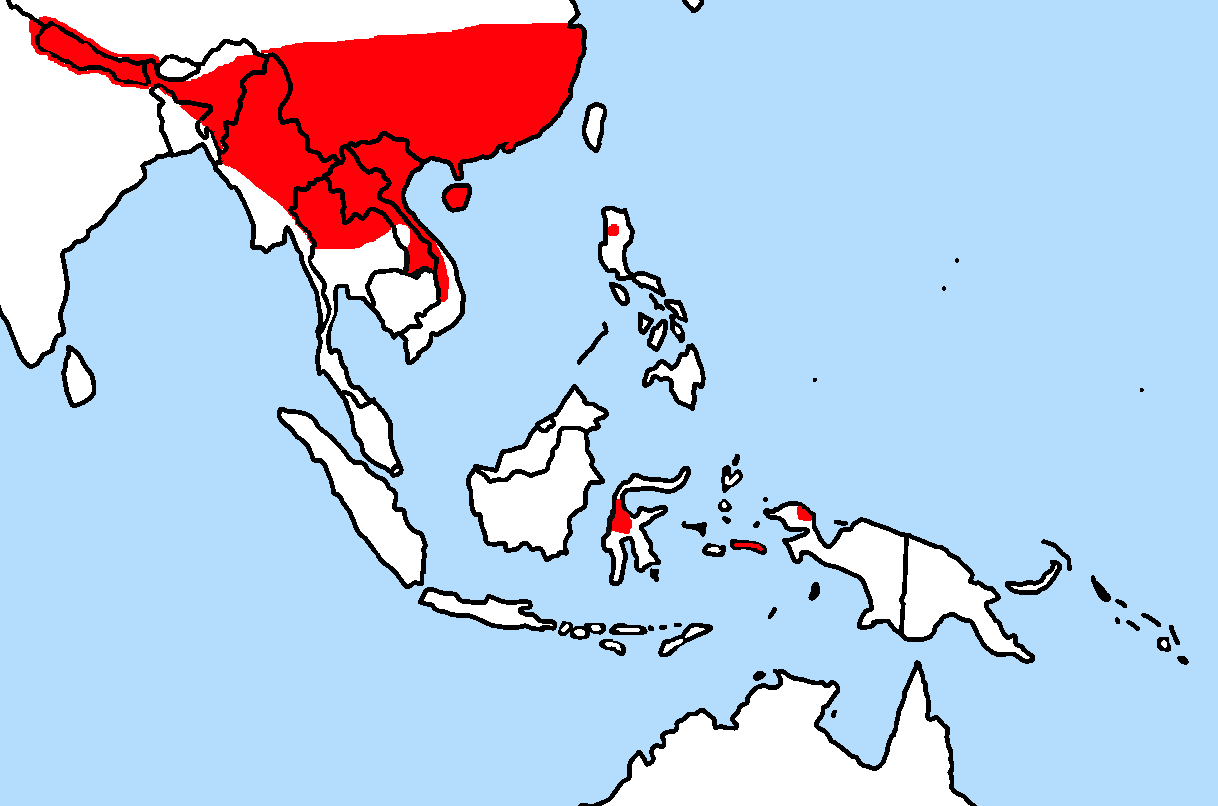
Verbreitung der Himalajaratte

Himalajaratten finden sich in bergigen Gebieten Nordindiens, Nepals, des nördlichen Myanmar, Nord- und Zentralthailands, Südchinas (inklusive Hainan) sowie Vietnams.
Des Weiteren gibt es – wahrscheinlich durch den Menschen verbreitet – vereinzelte Populationen auf einigen südostasiatischen Inseln: Luzón, Zentralsulawesi, Seram und der nordwestlichen Halbinsel (Kepala Burung) Neuguineas.

### Habitat
Sehr häufig werden Anbaugebiete diverser Feldfrüchte (Reis, Weizen, Mais und Kartoffeln) sowie Obstplantagen besiedelt, bei nicht zu hoher Dichte von Hausratten aber auch Ortschaften und Gebäude. Es ist wenig darüber bekannt, wo genau Himalajaratten ihre Nester anlegen. Sehr wahrscheinlich ist dies in oder in der Nähe von Gebäuden. In Gebieten, in denen sie als Schädlinge auftreten, werden Baue in Feldern gegraben.
Populationen auf Seram und Kepala Burung haben sich erfolgreich in Bergwäldern angesiedelt.

## Reproduktion
Männliche Himalajaratten erreichen ihr Reproduktionsfähigkeit im Alter von 63 bis 80 Tagen, Weibchen mit im Durchschnitt 119 Tagen. Fast das ganze Jahr über kann es zu Würfen kommen, in den Monaten Dezember bis Februar scheint es keine Reproduktion zu geben (Daten aus Sìchuān). Es gibt zwei Hauptreproduktionszeiten, die im März und April sowie in den Monaten August und September liegen, was höchstwahrscheinlich durch die Landwirtschaft bedingt ist.
Die Zahl der Jungtiere pro Wurf kann von 4 bis 15 variieren, das Mittel liegt bei 8,25. In Gefangenschaft kann es zu vier Würfen pro Jahr kommen, in der freien Wildbahn wahrscheinlich nur zwei bis drei. Himalajaratten werden ungefähr ein Jahr alt.

## Himalajaratten als Schädlinge
Diese Art wird in einigen Gebieten (z. B. Sìchuān) als einer der Hauptschädlinge des Reis- und Weizenanbaus gesehen. Aber auch in Ortschaften, vorwiegend in Bergregionen, tritt sie als Schädling auf.

## Weblink
- Rattus nitidus in der Roten Liste gefährdeter Arten der IUCN 2013.2. Eingestellt von: Aplin, K., Lunde, D. & Molur, S., 2008. Abgerufen am 6. Dezember 2013.